# Storia degli anni di fuoco
Storia degli anni di fuoco (Повесть пламенных лет, Povest' plamennych let) è un film del 1960 diretto da Julija Solnceva.

## Trama
Una composizione fatta di terrificanti e spaventose immagini di guerra che si alternano con immagini intense e poetiche sulla bellezza dell’Ucraina e del suo popolo tenute insieme dalla storia di Ivan (N.V.) e Uliana (S.Ž.). La storia inizia dalla fine della seconda guerra mondiale ed è rivolta ad “amici e nemici”, così si esprime Ivan nelle prime scene, proprio per chiudere con gli anni drammatici della guerra contro gli invasori nazisti in Ucraina che sono lo scenario dove si sviluppa il film. Nella scena del matrimonio tra i due protagonisti troviamo una frase che riassume perfettamente la storia e introduce la lieta rinascita del lavoro della terra scandito dalle stagioni: «Apprendemmo la terribile arte della guerra.  Apprendiamo ora l’arte di vivere».  La guerra tra due mondi dove il male e il bene non si identificano con le nazioni ma con la follia della violenza reale e cieca e la follia sana dell’arte. Nella violenta irruzione dei nazisti all’interno una scuola il Direttore non identifica una nazione con il momento storico presente, e così infatti si esprime: «Non è possibile, c’è un errore! La Germania di Goethe, di  Schiller…».

## Critica
«La sceneggiatura, scritta da Dovženko nel 1945, fu portata sullo schermo solo sedici anni più tardi dalla vedova, che confermò qui le sue doti e capacità nel dirigere le grandi scene di massa e nella scelta delle immagini, nonché un certo romanticismo appreso dalla lunga collaborazione col grande regista scomparso».

## Riconoscimenti
- 1961 - Festival di Cannes
  - Premio per la miglior regia